# Marta Nováková
Marta Nováková (* 4. listopadu 1954 Turzovka) je česká podnikatelka a manažerka, od června 2018 do dubna 2019 ministryně průmyslu a obchodu ČR ve druhé Babišově vládě jako nestranička za hnutí ANO 2011. Předtím byla od května 2017 do června 2018 viceprezidentkou Hospodářské komory ČR a od května 2014 do června 2018 též prezidentkou Svazu obchodu a cestovního ruchu ČR.

## Život
Narodila se v Turzovce na Kysucích. Otec byl voják a rodina se často stěhovala (bydleli v Holešově, Lipníku nad Bečvou, Hranicích, Boru u Tachova a Frenštátu pod Radhoštěm). Ve Frenštátu ukončila základní školu, pak studovala Střední ekonomickou školu spojů v Opavě.
Na vysokou školu ji nevzali, tak začala po maturitě pracovat. Nejprve na poště, následně v Tesle Rožnov v administrativě. Díky tomu, že vstoupila do ROH, mohla nakonec vystudovat systémové inženýrství na Ekonomické fakultě Vysoké školy báňské v Ostravě (získala titul Ing.).
Po promoci v roce 1979 nastoupila do ostravského obchodního domu Prior, kde začínala jako referentka a postupně se propracovala do funkce obchodního náměstka. V roce 1991 se podílela na založení společnosti Sluno Corporation, spol. s r.o.[ve zdroji nenalezeno] V roce 1998 se stala akcionářkou U&SLUNO. Zároveň je ředitelkou a spoluzakladatelkou společnosti Language Planet s.r.o. Tato společnost založila mezinárodní mateřskou školu Villa Luna. Spolu s předsedou SPD Tomiem Okamurou, který patří mezi její přátele, vlastní firmu Break2win.
Od května 2014 byla prezidentkou Svazu obchodu a cestovního ruchu ČR, funkce se vzdala v červnu 2018. V lednu 2016 se stala členkou představenstva Hospodářské komory ČR, kde od května roku 2017 zastávala funkci viceprezidentky (i tento post však v červnu 2018 opustila). Získala ocenění Manažer roku 2016 a Manažer odvětví 2016. Působila v roli investora v pořadu Česká televize Den D.
Marta Nováková žije v Ostravě, konkrétně v části Moravská Ostrava a Přívoz. Je rozvedená, má dva syny. Mezi její oblíbené sporty patří inline bruslení, lyžování a tenis.

## Politické působení
Dne 22. června 2018 oznámil premiér ČR Andrej Babiš, že ji do své druhé vlády navrhne na post ministryně průmyslu a obchodu ČR, což o několik dní později učinil. Dne 27. června 2018 ji pak prezident Miloš Zeman do této funkce jmenoval.
Díky výroku „Za drahá mobilní data si Češi mohou sami“ se zapsala do povědomí veřejnosti jako lobbistka mobilních operátorů. Na setkání zahraničních investorů se zástupci Ministerstva průmyslu a obchodu ČR v březnu 2019 musel po žádosti velvyslance Čínské lidové republiky na její pokyn jednání opustit zástupce Tchaj-wanu. Toto jednání s ní řešil ministr zahraničních věcí ČR Tomáš Petříček. Bývalý ministr kultury Daniel Herman požádal, aby sjezd KDU-ČSL v březnu 2019 za toto jednání žádal odstoupení ministryně. Sjezd jeho návrh vyslyšel a ve svém usnesení ministryni za její jednání odsoudil a vyzval ji k odstoupení. Stejný požadavek vznesla ODS a senátoři z Klubu Starostů a nezávislých.
Dne 10. dubna 2019 informoval premiér Andrej Babiš, že Novákovou odvolá z funkce ministryně průmyslu a obchodu ČR. Ta zareagovala tak, že jeho rozhodnutí respektuje. Na konci dubna 2019 ji v úřadu vystřídal Karel Havlíček.